# 大阪国際郵便局
大阪国際郵便局（おおさかこくさいゆうびんきょく）は、大阪府泉南市泉州空港南の関西国際空港貨物地区にある郵便局である。

## 概要
住所：〒549-8799　大阪府泉南市泉州空港南1番地
国際郵便の交換業務を専門に取り扱う「国際郵便交換局」として関西国際空港（人工島）敷地内に開局した。同空港敷地内の郵便物の収集・配達を行うため、集配普通郵便局と位置づけられ、郵便区番号「549」が与えられており、新大阪郵便局の到着区分において、大阪府下に所在する郵便局であるが、大阪市内に所在する郵便局と同列に扱われている。

## 沿革
- 1994年（平成6年）9月4日 - 大阪国際郵便局として開局。窓口はゆうゆう窓口のみ開設。
- 2007年（平成19年）10月1日 - 民営化に伴い郵便事業株式会社の支店となり、名称を大阪国際支店に改称。
- 2012年（平成24年）10月1日 - 郵便事業株式会社と郵便局株式会社の統合に伴い日本郵便株式会社の郵便局となり、名称を大阪国際郵便局に改称。
- 2013年（平成25年）7月1日 - 外国来の航空通常郵便物、及びエコノミー航空便の通関交換業務を川崎東郵便局に移管。（外国宛て郵便物の全て、及び外国来の航空小包郵便物は、引き続き大阪国際郵便局で通関交換業務を行う。）[1]。

## 郵便物の収集受持地域
- 大阪府泉佐野市泉州空港北（〒549-0001）
- 大阪府泉南郡田尻町泉州空港中（〒549-0011）
- 大阪府泉南市泉州空港南（〒549-0021）

## 周辺の郵便局
- 泉佐野郵便局関西空港分室 - 1994年（平成6年）9月4日から2012年（平成24年）3月30日までは「関西空港ターミナルビル内郵便局」であったが、2012年（平成24年）3月31日からは郵便業務のみを取り扱う分室となった。2021年3月29日廃止。